# واکنش بین‌المللی به جنگ اوستیای جنوبی ۲۰۰۸

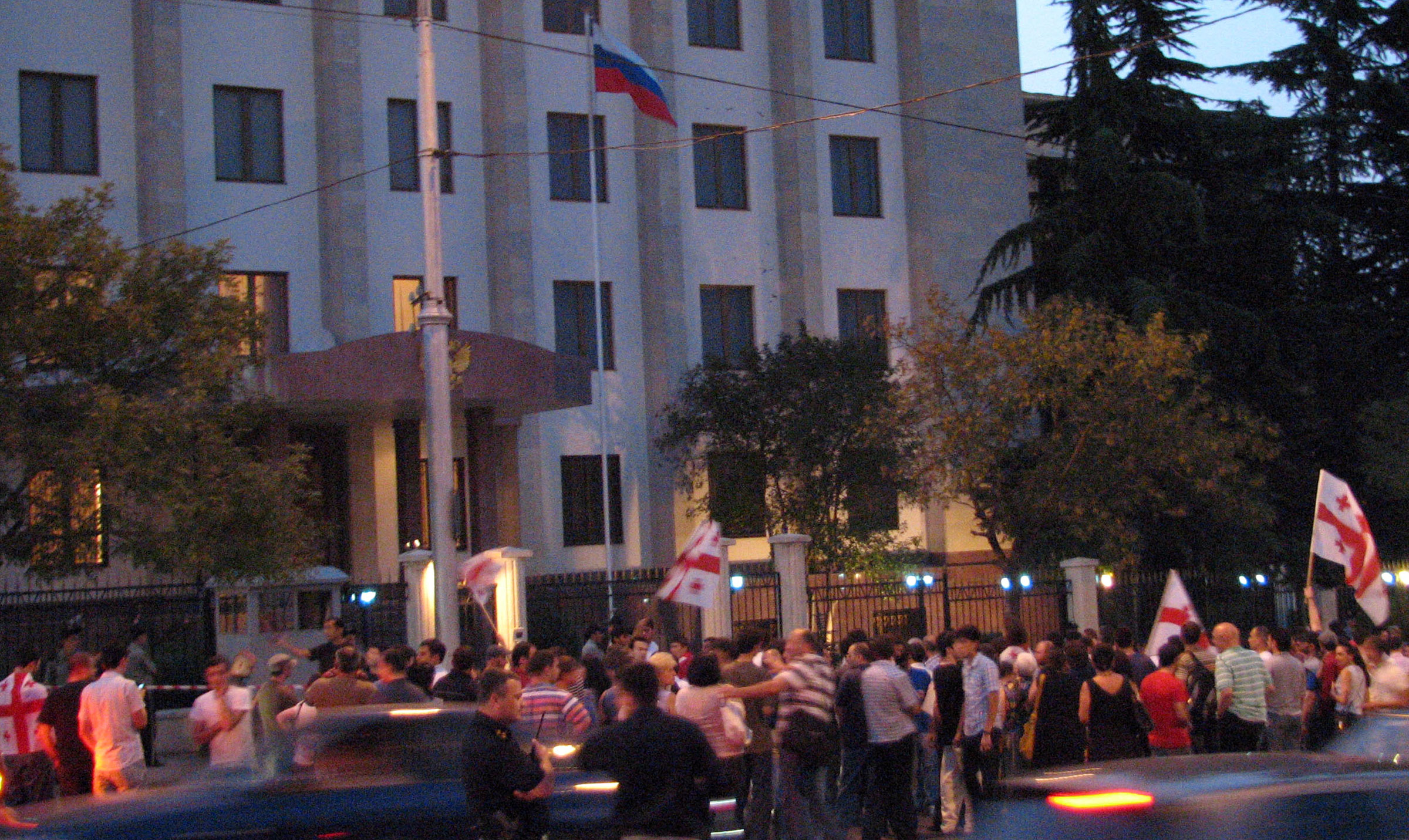
نمایی از تظاهرات ضدجنگ در نزدیکی سفارت روسیه در تفلیس - ۸ آگوست ۲۰۰۸

واکنش بین‌المللی به جنگ اوستیای جنوبی ۲۰۰۸ بسیاری از کشورها و سازمان‌های غیر دولتی را در برگرفت. با وجود آغاز این جنگ دبیر کل ناتو اعلام داشت که تعهد این سازمان مبنی بر عضویت آتی گرجستان در این سازمان همچنان به قوت خود باقی است. وی افزود ناتو، به درخواست‌های گرجستان برای کمک، به صورت اضطراری رسیدگی می‌کند.دولت روسیه با تمایل گرجستان برای پیوستن به ناتو به شدت مخالف است. دولت روسیه آمریکا رامتهم به آموزش و حتی شرکت در این جنگ کرد ولی آمریکا ضمن رد این اتهامات اعلام کرد که مستشاران نظامی آمریکا برای آموزش آن دسته از سربازان گرجی که طبق برنامه قرار است به عراق اعزام شوند، درگرجستان بوده‌اند. همچنین پس از رسیدن به آتش بس شکننده در این جنگ شماری از اعضای اتحادیه اروپا خواهان اعزام نیروهای پاسدار صلح به اوستیای جنوبی، در چارچوب واحدی از پاسداران بین‌المللی صلح شدند.
 ایران  سخنگوی وزارت امور خارجه ابراز امیدواری کرد طرف‌های درگیر با خویشتنداری و حل و فصل مسالمت‌آمیز و از طریق مذاکره و گفتگوی سازنده بتوانند به راهکار مناسب برای حل بحران نایل گردند.
حسن قشقاوی سخنگوی وزارت امور خارجه در خصوص درگیری‌های نظامی در منطقه اوستیای جنوبی اظهار داشت:  ایران از درگیریهای نظامی در منطقه اوستیای جنوبی که منجر به خسارت انسانی و کشتار مردم بی دفاع شده‌است ابراز نگرانی می‌نماید و خواستار توقف فوری درگیری‌ها و امدادرسانی به مردم آسیب دیده می‌باشد.
سخنگوی وزارت امور خارجه ابراز امیدواری کرد طرف‌های درگیر با خویشتنداری و حل و فصل مسالمت‌آمیز و از طریق مذاکره و گفتگوی سازنده بتوانند به راهکار مناسب برای حل بحران نائل گردند.
حسن قشقاوی با تشریح پیامدهای این بحران خاطرنشان ساخت: تشدید چنین بحران‌هایی می‌تواند ثبات و امنیت کل منطقه قفقاز را تحت تأثیر قرار دهد و آثار و پیامدهای منفی آن کل منطقه را متاثر سازد.
وی افزود: ایران در چهارچوب مواضع و سیاست‌های اصولی خود مبنی بر کمک به برقراری صلح و ثبات در منطقه آمادگی دارد هر گونه مساعدت لازم را برای حل و فصل مسالمت‌آمیز بحران به عمل آورد.

## References
1. ↑  ناتو: تعهد به عضویت گرجستان در آینده به قوت خود باقی است[پیوند مرده] وبگاه رادیو فردا
2. ↑  مشارکت آمریکا در درگیری در گرجستان بی پایه‌است[پیوند مرده] وبگاه رادیوفردا
3. ↑  جلسه اضطراری اتحادیه اروپا آغاز شد[پیوند مرده] وبگاه رادیوفردا
4. ↑  Iran Offers 'Any Help' In South Ossetia Crisis